# U-603
Unterseeboot 603 foi um submarino alemão do Tipo VIIC, pertencente a Kriegsmarine que atuou durante a Segunda Guerra Mundial.

## Comandantes
| Comandante                      | Data                                          |
| ------------------------------- | --------------------------------------------- |
| Kptlt. Kurt Kölzer              | 2 de janeiro de 1942 - 12 de setembro de 1942 |
| Oblt. Hans-Joachim Bertelsmann  | 13 de setembro de 1942 - 2 de maio de 1943    |
| Oblt. Rudolf Baltz              | 3 de maio de 1943 - 28 de janeiro de 1944     |
| Kptlt. Hans-Joachim Bertelsmann | 29 de janeiro de 1944 - 1 de março de 1944    |

## Subordinação
Durante o seu tempo de serviço, esteve subordinado às seguintes flotilhas:
| Período                                       | Flotilha                                  |
| --------------------------------------------- | ----------------------------------------- |
| 2 de janeiro de 1942 - 30 de novembro de 1942 | 5. Unterseebootsflottille (treinamento)   |
| 1 de dezembro de 1942 - 1 de março de 1944    | 1. Unterseebootsflottille (serviço ativo) |

## Operações conjuntas de ataque
O U-603 participou das seguinte operações de ataque combinado durante a sua carreira:
- Rudeltaktik Ritter (14 de fevereiro de 1943 - 26 de fevereiro de 1943)
- Rudeltaktik Burggraf (4 de março de 1943 - 5 de março de 1943)
- Rudeltaktik Raubgraf (7 de março de 1943 - 20 de março de 1943)
- Rudeltaktik Oder (17 de maio de 1943 - 19 de maio de 1943)
- Rudeltaktik Mosel (19 de maio de 1943 - 24 de maio de 1943)
- Rudeltaktik Trutz (1 de junho de 1943 - 16 de junho de 1943)
- Rudeltaktik Trutz 2 (16 de junho de 1943 - 29 de junho de 1943)
- Rudeltaktik Geier 1 (30 de junho de 1943 - 14 de julho de 1943)
- Rudeltaktik Leuthen (15 de setembro de 1943 - 24 de setembro de 1943)
- Rudeltaktik Rossbach (24 de setembro de 1943 - 9 de outubro de 1943)
- Rudeltaktik Igel 2 (15 de fevereiro de 1944 - 17 de fevereiro de 1944)
- Rudeltaktik Hai 1 (17 de fevereiro de 1944 - 22 de fevereiro de 1944)
- Rudeltaktik Preussen (22 de fevereiro de 1944 - 1 de março de 1944)